# Amerikamura
Amerikamura (アメリカ村? villaggio americano), nota ai giapponesi anche come Ame-mura, è un'area dedicata allo shopping e all'intrattenimento nella città di Osaka, in Giappone. I suoi negozi alla moda, caffetterie, ristoranti, cinema e night club costituiscono un polo di attrazione per i turisti e soprattutto per i giovani dell'intera regione del Kansai.

## Ubicazione
Si trova nel centrale quartiere Chūō-ku, nei pressi dell'elegante shōtengai di Shinsaibashi. Si estende a sud-ovest della stazione di Shinsaibashi della metropolitana ed è delimitato dai viali Nagahori a nord, Midosuji a est e Yotsubashi a ovest; il limite sud è il canale di Dōtonbori, che collega Amerikamura con la vicina area omonima, altro importante centro dell'intrattenimento cittadino. Il cuore del quartiere è Sankaku Koen (Parco triangolare), una piccola piazza che è diventata un affollato punto di ritrovo.

## Storia

Murale Peace on Earth, uno dei simboli di Amerikamura

Amerikamura era una tranquilla zona della città quando nel 1951 arrivò lo stilista Kensuke Ishizu, che fondò la marca di abbigliamento VAN JACKET e avrebbe in seguito avuto grande successo lanciando in Giappone l'Ivy Look, ispirato dalla moda in voga in quel periodo tra gli studenti della Ivy League statunitense. Negli anni 1960 molti altri creatori di moda si trasferirono nel quartiere e nel 1969 fu inaugurato il LOOP café, punto di ritrovo per designer e altri artisti che si impegnarono a trasformare il circondario in un'area all'avanguardia nel campo della moda giovanile. Furono aperti negozi di abbigliamento (anche di seconda mano), dischi e articoli vintage che vendevano materiale raro sia economico che lussuoso, e negli anni 1970 furono sempre più i visitatori di Osaka, in maggior parte giovani.
Gli articoli in vendita che venivano importati dagli Stati Uniti erano rari e divennero molto popolari tra i giovani, la cultura americana ebbe larga diffusione e negli anni 1980 televisioni e riviste di moda battezzarono il quartiere con il nome Amerikamura (villaggio americano). Nel decennio successivo la fama di Amerikamura si era estesa in tutto il Giappone e al suo interno famose aziende nazionali aprirono nuovi negozi; furono inoltre aperti bar, caffè, karaoke, locali notturni, centri commerciali, cinema ecc. e con circa 2 500 esercizi commerciali divenne un luogo di tendenza per la locale cultura giovanile. In seguito, con l'avvento di internet, la fama di Amerikamura crebbe ulteriormente e i visitatori iniziarono ad arrivare dall'intero Kansai. Nacquero comunità di artisti che vengono ad Amerikamura per trovarsi e confrontare le proprie idee.

## Descrizione

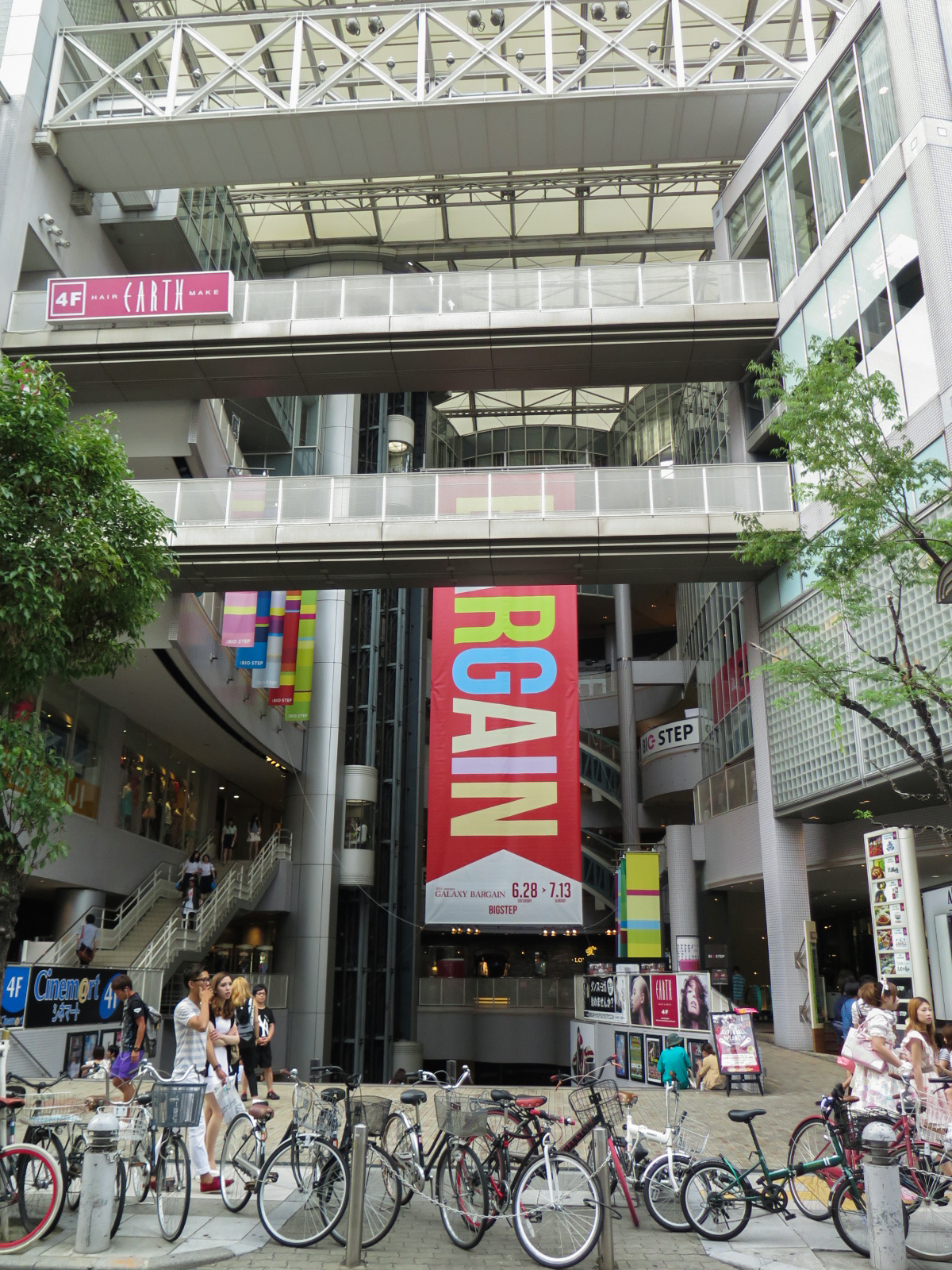
Centro commerciale Big Step ad Amerikamura

Il principale punto di ritrovo di Amerikamura è il Parco Sankaku, dove vengono spesso organizzati spettacoli di strada, mercati delle pulci, sfilate di moda ecc. Uno dei simboli del quartiere è il grande murale Peace on Earth del designer Seitaro Kuroda. Frequentata in prevalenza da giovani giapponesi, tra i visitatori di Amerikamura vi sono anche molti stranieri, attratti dalle attività commerciali presenti, dalla varietà dei cibi proposti e dall'atmosfera del luogo. Si trovano molti vestiti in stile vintage, gothic Lolita e kawaii, spesso di seconda mano, e per la loro stravaganza i negozi di abbigliamento ricordano quelli di Harajuku a Tokyo. Sono molto ben forniti i negozi musicali, dove si possono trovare dischi di artisti di ogni genere. Il quartiere è affollato durante il giorno da chi viene per fare shopping o per consumare nei molti bar e ristoranti, e di notte dagli amanti della vita notturna per i molti club, karaoke e discoteche presenti. Altre attrazioni sono rappresentate da alcuni centri commerciali, sale di videogiochi, negozi di anime e manga ecc. Molti giovani sono diventati proprietari di locali dove si organizzano feste, eventi, concerti ecc.